# Jeux de l'Arafura 2001
La sixième édition des Jeux de l'Arafura se tenait du 19 au 26 mai 2001 à Darwin.
3 100 athlètes de 25 délégations ont pris part aux compétitions

## Tableau des médailles
| Rang | Nations                   | Médaille d'or | Médaille d'argent | Médaille de bronze | Total |
| ---- | ------------------------- | ------------- | ----------------- | ------------------ | ----- |
| 1er  | Australie                 | 358           | 332               | 308                | 998   |
| 2e   | Malaisie                  | 37            | 30                | 27                 | 94    |
| 3e   | Papouasie-Nouvelle-Guinée | 19            | 28                | 27                 | 74    |
| 4e   | Viêt Nam                  | 18            | 8                 | 7                  | 33    |
| 5e   | Thaïlande                 | 15            | 8                 | 7                  | 30    |
| 6e   | Nouvelle-Zélande          | 13            | 8                 | 9                  | 30    |
| 7e   | Nouvelle-Calédonie        | 9             | 5                 | 3                  | 17    |
| 8e   | Macao                     | 8             | 17                | 15                 | 40    |
| 9e   | Philippines               | 7             | 10                | 3                  | 20    |
| 10e  | Taipei chinois            | 6             | 5                 | 6                  | 17    |
| 11e  | Brunei                    | 6             | 1                 | 14                 | 21    |
| 12e  | Timor oriental            | 6             | 1                 | 7                  | 14    |
| 13e  | Guatemala                 | 5             | 2                 | 7                  | 14    |
| 14e  | Indonésie                 | 4             | 3                 | 7                  | 14    |
| 15e  | Singapour                 | 3             | 6                 | 7                  | 16    |
| 16e  | États-Unis                | 3             | 2                 | 1                  | 6     |
| 17e  | Afrique du Sud            | 2             | 3                 | 4                  | 9     |
| 18e  | Nauru                     | 1             | 0                 | 0                  | 1     |
| 19e  | Îles Mariannes du Nord    | 0             | 4                 | 5                  | 9     |
| 20e  | équipe unifiée            | 0             | 2                 | 4                  | 6     |
| 21e  | Japon                     | 0             | 2                 | 0                  | 2     |
| 22e  | Polynésie française       | 0             | 1                 | 1                  | 2     |
|      | Total                     | 520           | 478               | 469                | 1467  |